# Marvin Adu
Marvin Adu (* 11. Juli 1987) ist ein ehemaliger deutscher Basketballspieler.

## Werdegang
Adu spielte als Jugendlicher für den BC Hamburg, zeitweise auch für den SC Rist Wedel und gehörte dem erweiterten Aufgebot der deutschen Jugendnationalmannschaft an. Beim BC Hamburg kam er ebenfalls in der zweiten Herrenmannschaft in der 2. Regionalliga zum Einsatz, in der Saison 2005/06 spielte Adu zeitweilig beim MTV Itzehoe ebenfalls in der 2. Regionalliga.
Der 2,03 Meter große Innenspieler wechselte in die Vereinigten Staaten ans Laurinburg Institute (Bundesstaat North Carolina), ab 2008 spielte er im selben Land für die Hochschulmannschaft des Essex County College. Er blieb dort bis 2010 und war dann bis 2012 Mitglied der Mannschaft der Prairie View A&M University. Er bestritt zwischen 2010 und 2012 29 Spiele für „PVAMU“, seine Mittelwerte lagen bei 0,6 Punkten und 0,7 Rebounds je Begegnung.
Nach seiner Rückkehr nach Deutschland wurde Adu im Sommer 2012 vom Zweitligisten Uni-Riesen Leipzig verpflichtet, es kam aber noch vor dem Saisonbeginn 2012/13 zur Trennung. Während einer einmonatigen Probezeit, die Ende Dezember 2012 auslief, bestritt er drei Spiele für den SC Rasta Vechta in der 2. Bundesliga ProA. Im weiteren Saisonverlauf 2012/13 spielte Adu für Rist Wedel in der 2. Bundesliga ProB. In der Saison 2014/15 war Adu als Trainingsspieler Mitglied des Aufgebots der Hamburg Towers in der 2. Bundesliga ProA.